# 정실 자본주의
정실 자본주의(Crony Capitalism)는 정치와 경제의 관료들의 유착관계로 경제 성장이 어떤 특정 집단에게 혜택을 주어 성장하는 불공정의 경제체제를 의미한다. 이 체제는 연고주의를 바탕으로 지연이나 학연이 있는 자들에게 보다 더 확실하게 나타나며, 동등한 기술력이나 노동력을 가진 기업이 공정한 경쟁을 하기 보다는 정치인과의 유착 유무를 통하여 연결고리가 있는 기업에게 보다 더 혜택이 가는 불법이 나타나는 결과를 가져온다. 이러한 형태는 국가 부패지수에 직결되며, 선의의 경쟁이 아닌, 효율성과 개인과 국가의 이득이 법치와 공정보다 우선될 때 발생한다.

## 같이 보기
- 정부실패
- 철의 삼각
- 중상주의
- 정치 가문
- 정치기계
- 규제 포획
- 지대추구